# Арара (Параиба)
Ара̀ра (на португалски: Arara) е град и община в Източна Бразилия, щат Параиба. Разположен е край Атлантическия океан, на 142 km северно от центъра на Жоао Песоа. Основан е на 1 декември 1961 г. Населението на града е около 12 920 души (2007).